# Supresión
En psicología cognitiva, la supresión es un mecanismo de defensa psicológico. Es un tipo de olvido motivado en el que un individuo intenta conscientemente dejar de pensar en un pensamiento concreto. A menudo se asocia con el trastorno obsesivo-compulsivo (TOC). Se habla de TOC cuando una persona intenta repetidamente (normalmente sin éxito) evitar o "neutralizar" pensamientos angustiosos intrusivos centrados en una o más obsesiones. También se cree que es una causa de la inhibición de la memoria, como demuestran las investigaciones que utilizan el paradigma pensar/no pensar. La supresión del pensamiento es relevante tanto a nivel mental como conductual, y posiblemente conduce a efectos irónicos contrarios a la intención. La teoría del proceso irónico es un modelo cognitivo que puede explicar el efecto paradójico.
Cuando un individuo intenta suprimir pensamientos bajo una carga cognitiva elevada, la frecuencia de esos pensamientos aumenta y se vuelve más accesible que antes. Las pruebas demuestran que las personas pueden evitar que sus pensamientos se traduzcan en comportamientos cuando la autovigilancia es elevada; sin embargo, esto no se aplica a los comportamientos automáticos y puede dar lugar a acciones latentes e inconscientes. Este fenómeno empeora paradójicamente al aumentar la cantidad de distracciones que tiene una persona, aunque los experimentos en este ámbito pueden criticarse por utilizar tareas concurrentes impersonales, que pueden o no reflejar adecuadamente los procesos naturales o las diferencias individuales.

## Trabajo empírico, década de 1980
Para poder estudiar la supresión del pensamiento y su eficacia, los investigadores han tenido que encontrar métodos para registrar los procesos que tienen lugar en la mente. Un experimento diseñado con este fin fue el realizado por Wegner, Schneider, Carter y White, quienes pidieron a los participantes que evitaran pensar en un objetivo específico (por ejemplo, un oso blanco) durante cinco minutos, pero si lo hacían, se les pedía que tocaran una campana. Después, se les dijo que durante los siguientes cinco minutos debían pensar en el objetivo. Había pruebas de que los pensamientos no deseados se producían con más frecuencia en los que utilizaban la supresión del pensamiento en comparación con los que no. Además, también se demostró que, durante la segunda fase, los que habían utilizado la supresión del pensamiento tenían una mayor frecuencia de pensamientos sobre el objetivo que los que no la habían utilizado, lo que más tarde se denominó efecto rebote. Este efecto se ha reproducido e incluso puede producirse con objetivos inverosímiles, como el pensamiento de un "conejo verde". A partir de estas implicaciones, Wegner acabó desarrollando la "teoría del proceso irónico".

## Metodología mejorada, década de 1990
Para dilucidar mejor los resultados de la supresión de pensamientos, varios estudios han cambiado el pensamiento objetivo. Roemer y Borkovec descubrieron que los participantes que suprimían pensamientos ansiosos o depresivos mostraban un efecto rebote significativo. Además, Wenzlaff, Wegner y Roper demostraron que los sujetos ansiosos o deprimidos eran menos propensos a suprimir pensamientos negativos no deseados. A pesar de que Rassin, Merkelbach y Muris informaron de que este hallazgo es moderadamente sólido en la bibliografía, algunos estudios no pudieron replicar los resultados. Sin embargo, esto puede explicarse por la consideración de las diferencias individuales.
Una investigación reciente descubrió que en el caso de los individuos con ansiedad baja y rasgos de deseabilidad altos (represores), los sucesos autobiográficos ansiosos reprimidos invadían inicialmente menos veces que en otros grupos (grupos con ansiedad baja, alta y defensiva alta), pero invadían con más frecuencia después de una semana. Esta diferencia en el estilo de afrontamiento puede explicar las disparidades dentro de la bibliografía. Dicho esto, el problema sigue siendo que la causa del efecto paradójico puede estar en las medidas de pulsación de pensamiento utilizadas (por ejemplo, el toque de campana). Las pruebas de Brown (1990) que mostraban que los participantes eran muy sensibles a la información de frecuencia llevaron a Clarke, Ball y Pape a obtener estimaciones posteriores de los participantes del número de pensamientos intrusivos objetivo y encontraron el mismo patrón de resultados paradójicos. Sin embargo, aunque dicho método parece superar el problema, éste y todas las demás metodologías utilizan el autoinforme como forma principal de recogida de datos. Esto puede ser problemático debido a la distorsión de la respuesta o a la inexactitud del autoinforme.

## Ámbito conductual
La supresión del pensamiento también tiene la capacidad de cambiar el comportamiento humano. Macrae, Bodenhausen, Milne y Jetten descubrieron que cuando se pedía a las personas que no pensaran en los estereotipos de un determinado grupo (por ejemplo, un "cabeza rapada"), sus descripciones escritas sobre el día típico de un miembro del grupo contenían menos pensamientos estereotipados. Sin embargo, cuando se les decía que iban a conocer a un individuo sobre el que acababan de escribir, los del grupo de supresión se sentaban significativamente más lejos del "cabeza rapada" (sólo por el hecho de que su ropa estuviera presente). Estos resultados demuestran que, aunque puede haber habido un aumento inicial del estereotipo, los participantes fueron capaces de evitar que esto se comunicara en su escritura; sin embargo, esto no fue cierto para su comportamiento.
Otros experimentos han documentado hallazgos similares. En un estudio de 1993, cuando se asignaron a los participantes tareas concurrentes cognitivamente exigentes, los resultados mostraron una frecuencia paradójicamente mayor de pensamientos objetivo que los controles. Sin embargo, otros estudios controlados no han mostrado tales efectos. Por ejemplo, Wenzlaff y Bates descubrieron que los sujetos que se concentraban en una tarea positiva no experimentaban ni efectos paradójicos ni efectos de rebote, incluso cuando se los desafiaba con una carga cognitiva. Wenzlaff y Bates también señalan que el beneficio de la concentración en los participantes de su estudio se optimizaba cuando los sujetos empleaban pensamientos positivos.
Algunos estudios han demostrado que cuando los sujetos de prueba están sometidos a lo que Wegner denomina "carga cognitiva" (por ejemplo, utilizar múltiples distracciones externas para intentar suprimir un pensamiento objetivo), la eficacia de la supresión del pensamiento parece reducirse. Sin embargo, en otros estudios en los que se utiliza la distracción focalizada, la eficacia a largo plazo puede mejorar. Es decir, la supresión exitosa puede implicar menos distractores. Por ejemplo, en 1987 Wegner, Schneider, Carter y White descubrieron que un único distractor predeterminado (por ejemplo, un Volkswagen rojo) era suficiente para eliminar el efecto paradójico después de la prueba. Las pruebas de Bowers y Woody de 1996 apoyan el hallazgo de que los individuos hipnotizados no producen efectos paradójicos. Esto se basa en la suposición de que la "actividad distractora" deliberada se evita en dicha actividad.

## Dinámica cognitiva
Cuando aumenta la carga cognitiva, la supresión del pensamiento suele ser menos eficaz. Por ejemplo, en el experimento del oso blanco, muchas distracciones generales del entorno (por ejemplo, una lámpara, una bombilla, un escritorio, etc.) pueden servir más tarde como recordatorios del objeto que se está suprimiendo (también se denominan "distracciones libres"). Algunos estudios, sin embargo, no son capaces de encontrar este efecto para los pensamientos emocionales en individuos hipnotizados cuando se proporciona una distracción focalizada. En un intento de explicar estos resultados, varios teóricos han elaborado modelos cognitivos de la supresión del pensamiento. Wegner sugirió en 1989 que los individuos se distraen utilizando elementos del entorno. Más tarde, estos elementos se convierten en pistas de recuperación para el pensamiento que se intenta suprimir (es decir, la "teoría de las pistas ambientales"). Este proceso iterativo deja al individuo rodeado de señales de recuperación, lo que acaba provocando el efecto rebote. Wegner planteó la hipótesis de que el hecho de que no se forjen múltiples claves de recuperación explica, en parte, la eficacia de la distracción focalizada (es decir, una reducción de la carga mental). Esto se debe a que puede existir un equilibrio ideal entre los dos procesos; si la demanda cognitiva no es demasiado pesada, los procesos de monitorización no la superarán.
Las diferencias individuales también pueden influir en el proceso de pensamiento irónico.
La supresión del pensamiento se ha considerado una forma de "evitación experiencial". La evitación experiencial es cuando un individuo intenta suprimir, cambiar o controlar experiencias internas no deseadas (pensamientos, sentimientos, sensaciones corporales, recuerdos, etc.). Esta línea de pensamiento apoya la teoría del marco relacional.

## Otras metodologías
Se ha demostrado que la supresión del pensamiento es una causa de inhibición de varias maneras. Dos métodos comúnmente utilizados para estudiar esta relación son el método de la lista y el método de los ítems. En el método de la lista, los participantes estudian dos listas de palabras, una tras otra. Después de estudiar la primera lista, a algunos participantes se les dice que olviden todo lo que acaban de aprender, mientras que a otros no se les da esta instrucción. Después de estudiar ambas listas, se pide a los participantes que recuerden las palabras de ambas listas. Estos experimentos suelen revelar que los participantes a los que se les dijo que olvidaran la primera lista no recuerdan tantas palabras de esa lista, lo que sugiere que se han suprimido debido a la instrucción de olvidar. En el método de los ítems, los participantes estudian palabras individuales en lugar de listas. Después de mostrar cada palabra, se les dice que la recuerden u olviden. Al igual que en los experimentos con el método de la lista, las palabras seguidas de la instrucción de olvidar se recuerdan peor. Algunos investigadores creen que estos dos métodos dan lugar a diferentes tipos de olvido. Según estos investigadores, el método de la lista provoca la inhibición de las palabras olvidadas, pero el método del ítem provoca que algunas palabras se recuerden mejor que otras, sin una relación específica con el olvido.

### Paradigma pensar/no pensar
Un paradigma de 2009 para estudiar cómo la supresión se relaciona con la inhibición es el paradigma pensar/no pensar. En estos experimentos, los participantes estudian pares de palabras. Un ejemplo de un posible par de palabras es cucaracha-calvario. Después de aprender todos los pares de palabras, los participantes ven la primera palabra del par y se les dice que piensen en la segunda palabra (fase de pensar) o que no piensen en la segunda palabra (fase de no pensar). En la fase de no pensar es cuando se produce la supresión. Algunos pares nunca se presentaron después de la parte inicial del estudio, y estos ensayos sirven como grupo de control. Al final del experimento, los participantes intentan recordar todos los pares de palabras basándose en la primera palabra. Los estudios también pueden utilizar el método de la "sonda independiente", que proporciona la categoría y la primera letra de la segunda palabra del par. Normalmente, independientemente del método utilizado, los resultados muestran que los ensayos de no pensar dan lugar a un peor recuerdo que los ensayos de pensar, lo que apoya la idea de que la supresión conduce a la inhibición en la memoria. Aunque esta metodología se realizó por primera vez utilizando pares de palabras, se han realizado experimentos utilizando imágenes y recuerdos autobiográficos como estímulos, con los mismos resultados.
Las investigaciones también han demostrado que realizar tareas de recuento difíciles al mismo tiempo que una tarea de pensar/no pensar conduce a un menor olvido en la condición de no pensar, lo que sugiere que la supresión requiere energía mental activa para tener éxito. Además, el mayor olvido durante la fase de no pensar se produce cuando hay una cantidad media de activación cerebral mientras se aprenden las palabras. Las palabras nunca se aprenden si hay muy poca activación, y la asociación entre las dos palabras es demasiado fuerte para ser suprimida durante la fase de no pensar si hay demasiada activación. Sin embargo, con una activación media, los pares de palabras se aprenden pero pueden suprimirse durante la fase de no pensar.
Los estudios de IRMf han mostrado dos patrones distintos de actividad cerebral durante las tareas de supresión. El primero es que hay menos actividad en el hipocampo, el área cerebral responsable de la formación de recuerdos. El segundo es un aumento de la actividad cerebral en el córtex prefrontal dorsolateral, especialmente en los casos en los que la supresión es más dura. Los investigadores creen que esta región trabaja para evitar la formación de recuerdos impidiendo que funcione el hipocampo.
Esta metodología también se puede utilizar para estudiar la sustitución del pensamiento añadiendo una instrucción durante la fase de no pensar para que los participantes piensen en una palabra diferente en lugar de en la palabra que se está suprimiendo. Esta investigación muestra que la sustitución del pensamiento puede conducir a mayores niveles de olvido en comparación con la supresión sin una instrucción de sustitución del pensamiento. Esta investigación también sugiere que la sustitución del pensamiento, aunque se utilice como estrategia de supresión durante la fase de no pensar, puede funcionar de forma diferente a la supresión. Algunos investigadores argumentan que pensar en algo diferente durante la fase de no pensar forma una nueva asociación con la primera palabra que el par de palabras original, lo que resulta en interferencia cuando se utiliza esta estrategia, que es diferente de la inhibición que resulta de simplemente no pensar en algo.

## Influencia del sueño
Los sueños se producen principalmente durante la fase de movimientos oculares rápidos (MOR) y se componen de imágenes, ideas, emociones y sensaciones. Aunque es necesario investigar más sobre este tema, se dice que los sueños están relacionados con la mente inconsciente. La supresión de pensamientos influye en la materia de la mente inconsciente y, al intentar refrenar determinados pensamientos, hay muchas probabilidades de que aparezcan en los sueños.

### Teoría del control irónico
La teoría del control irónico, también conocida como "teoría del proceso irónico", afirma que la supresión del pensamiento "conduce a una mayor aparición del contenido suprimido en los estados de vigilia". La ironía reside en el hecho de que, aunque la gente intente no pensar en un tema concreto, existe una alta probabilidad de que aparezca en los sueños a pesar de ello. Hay una diferencia para las personas que tienen una mayor tendencia a la supresión: son más propensas a respuestas psicopatológicas como "pensamientos intrusivos, incluida la depresión, la ansiedad y el pensamiento obsesivo". Debido a que estas personas tienen mayores casos de supresión del pensamiento, experimentan el rebote onírico con más frecuencia.
La carga cognitiva también desempeña un papel en la teoría del control irónico. Los estudios han demostrado que una mayor carga cognitiva se traduce en una mayor posibilidad de que se produzca el rebote onírico. En otras palabras, cuando una persona intenta retener una gran cantidad de información antes de irse a dormir, existe una alta probabilidad de que esa información se manifieste en el sueño. Existe un mayor grado de rebote onírico en aquellas personas con una mayor carga cognitiva, en comparación con aquellas cuya carga era nula. Con el aumento de una carga cognitiva elevada, la teoría del control irónico afirma que es más probable que se produzca la supresión del pensamiento y que se produzca el rebote del sueño.

### Rebote del sueño
El rebote del sueño se produce cuando los pensamientos reprimidos se manifiestan en los sueños. El autocontrol es una forma de supresión del pensamiento y, cuando uno sueña, ese elemento reprimido tiene más probabilidades de aparecer en el sueño. Por ejemplo, cuando una persona intenta dejar de fumar, puede soñar que se fuma un cigarrillo. También se ha descubierto que la supresión de emociones desencadena el rebote en el sueño. La recurrencia de experiencias emocionales actúa como sugestión antes de dormir y, en última instancia, hace que los pensamientos reprimidos se presenten en el sueño. Un factor que influye en el rebote onírico son los cambios en los lóbulos prefrontales durante el sueño con movimientos oculares rápidos. Los pensamientos reprimidos son más accesibles durante el sueño REM, como resultado de la disminución de la eficacia de los procesos operativos. Esto lleva a que los pensamientos previos al sueño estén más disponibles "con un aumento de la actividad de búsqueda de estos pensamientos suprimidos". Existen otras hipótesis sobre el sueño REM y el rebote de los sueños. Por ejemplo, las asociaciones semánticas débiles, posteriores al sueño REM, son más accesibles que en cualquier otro momento debido a que los procesos de monitorización irónica débiles se vuelven más fuertes. Se necesita más investigación para comprender mejor qué causa exactamente el rebote de los sueños.